# 松本枩蔵

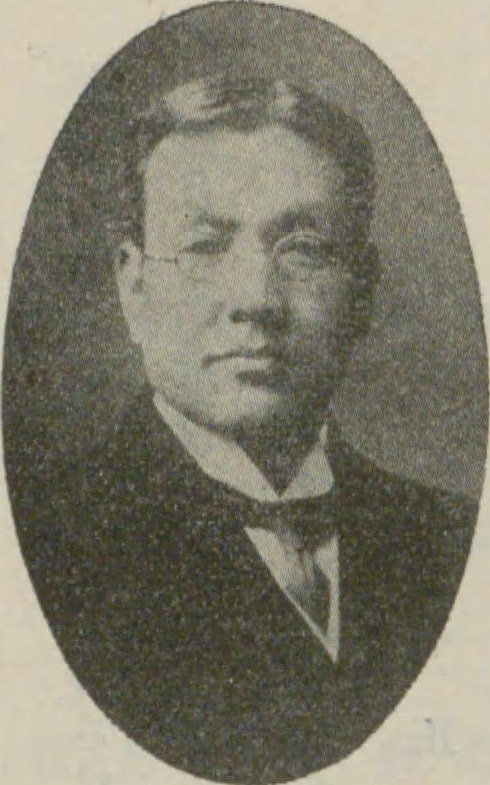
松本枩蔵

松本 枩蔵（まつもと まつぞう、明治3年2月4日（1870年3月5日） - 1936年（昭和11年）2月20日）は、大正から昭和初期にかけて活動した日本の実業家。名前は「松本 松蔵」とも書かれる。旧姓は井上。
九州電気軌道（九軌、現・西日本鉄道＝西鉄）の専務・第2代社長を10年にわたり務めたが、在職中に社名手形を不正に発行し資金を私的に消費したという九州電気軌道不正手形事件を起こした。養父は関西の実業家松本重太郎。妻は松方正義の娘で、神戸川崎財閥を継いだ松方幸次郎の妹婿にあたる。長男はジャーナリストの松本重治。

## 経歴

### 前半生
明治3年2月4日（1870年3月5日）の生まれ。実兄の井上保次郎（1863年 - 1910年）は明治期の実業家で、実家井上家は大阪の両替商であった。
1889年（明治22年）4月、子供のいなかった松本重太郎の養子となる。重太郎は大阪で洋物商「丹重」を開き成功を収め、その後百三十銀行や紡績会社・鉄道会社を興して関西財界の大立者などと呼ばれていた。枩蔵が出した養子入りの条件が海外留学であったことから、間もなくアメリカ合衆国へ留学する。留学は長期間で、帰国後に松方正義四女の光子と結婚、1899年（明治32年）10月に長男重治が生まれた。
1897年（明治30年）、養父重太郎が社長を務める紡績会社日本紡織（1896年1月設立、所在地兵庫県西宮）の取締役に加わり、翌1898年（明治31年）には重太郎に代わって社長に就任した。しかし日本紡織の経営は不振で、同社への無理な融資や重太郎の個人事業の失敗によって1904年（明治37年）に重太郎の百三十銀行は破綻、日本紡織も解散に追い込まれた。紡績会社の失敗後は留学時代に知り合った武藤山治の秘書として鐘淵紡績で勤務した。

### 九軌時代

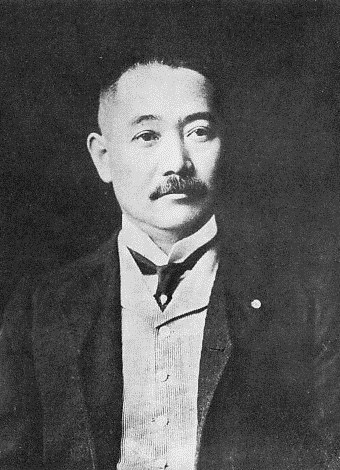
九州電気軌道初代社長松方幸次郎

1908年（明治41年）12月、松方正義の三男で枩蔵の義兄にあたる松方幸次郎を初代社長として北九州に九州電気軌道（九軌）が設立された。枩蔵は1911年（明治44年）までに同社の支配人となっているのが確認できる。社長の下には松方幸次郎の代理人久保正助が専務取締役としていたが、1913年（大正2年）12月に退任し、入れ替わりで枩蔵が取締役に就任した。1920年（大正9年）6月には専務取締役に昇格している。
九州での事業が軌道に乗ると枩蔵の暮らしは派手になり、大阪空堀の本邸では妾2人を住まわせ、さらに洋館の別館を建てて帝国ホテルのコックを引き抜き来客にフランス料理をふるまっていたという。また自宅で大規模な茶会を催し、さらには東京国立博物館を借りて自慢の美術品コレクションの展覧会を開くなど、数寄者としても有名であった。枩蔵が骨董収集に熱心だった理由のひとつには、養父の重太郎が全財産を失くした際に手放した美術品の数々を買い戻したいという気持ちがあったからという。
義兄松方幸次郎は経営する川崎造船所が昭和金融恐慌の影響で破綻してしまい、その後独自の新事業を立ち上げるとの理由で設立以来務めてきた九州電気軌道社長を辞任した。これを受けて専務の枩蔵が社長に昇格し、1930年（昭和5年）6月27日付で九州電気軌道第2代社長となった。
枩蔵が経営する九州電気軌道は、当時は鉄道事業のほか電気供給事業も営む電力会社でもあった。そして同社は、北九州工業地帯や筑豊の諸炭鉱への電力供給をめぐり、九州有数の電力会社九州水力電気（九水）と対立していた。この九州水力電気は、1928年（昭和3年）に筑豊有数の炭鉱家麻生太吉が社長に就任すると九州電気軌道の経営権掌握を目指すようになる。株式買収の目標とされたのが、松方に代わって100万株（資本金5,000万円）のうち約35万株を抱える大株主となっていた枩蔵であり、取締役の大田黒重五郎が接触し、枩蔵から株式譲り受けの承諾を得た。1929年（昭和4年）8月、九州水力電気の重役会は大田黒に枩蔵との交渉を一任することを決定。その後売買手続きを進め、1930年8月、九州水力電気は枩蔵からの九州電気軌道株式約35万株の買収に成功した。枩蔵にはその対価として九州水力電気の6分利社債2,500万円が交付されている。
株式を手放した枩蔵は、1930年10月8日付で九州電気軌道社長を辞任。枩蔵に代わって大田黒が第3代社長となり、その下に村上巧児が専務に就任し、さらに麻生太吉も取締役となって九州水力電気が九州電気軌道の経営を掌握した。

### 不正手形事件発覚

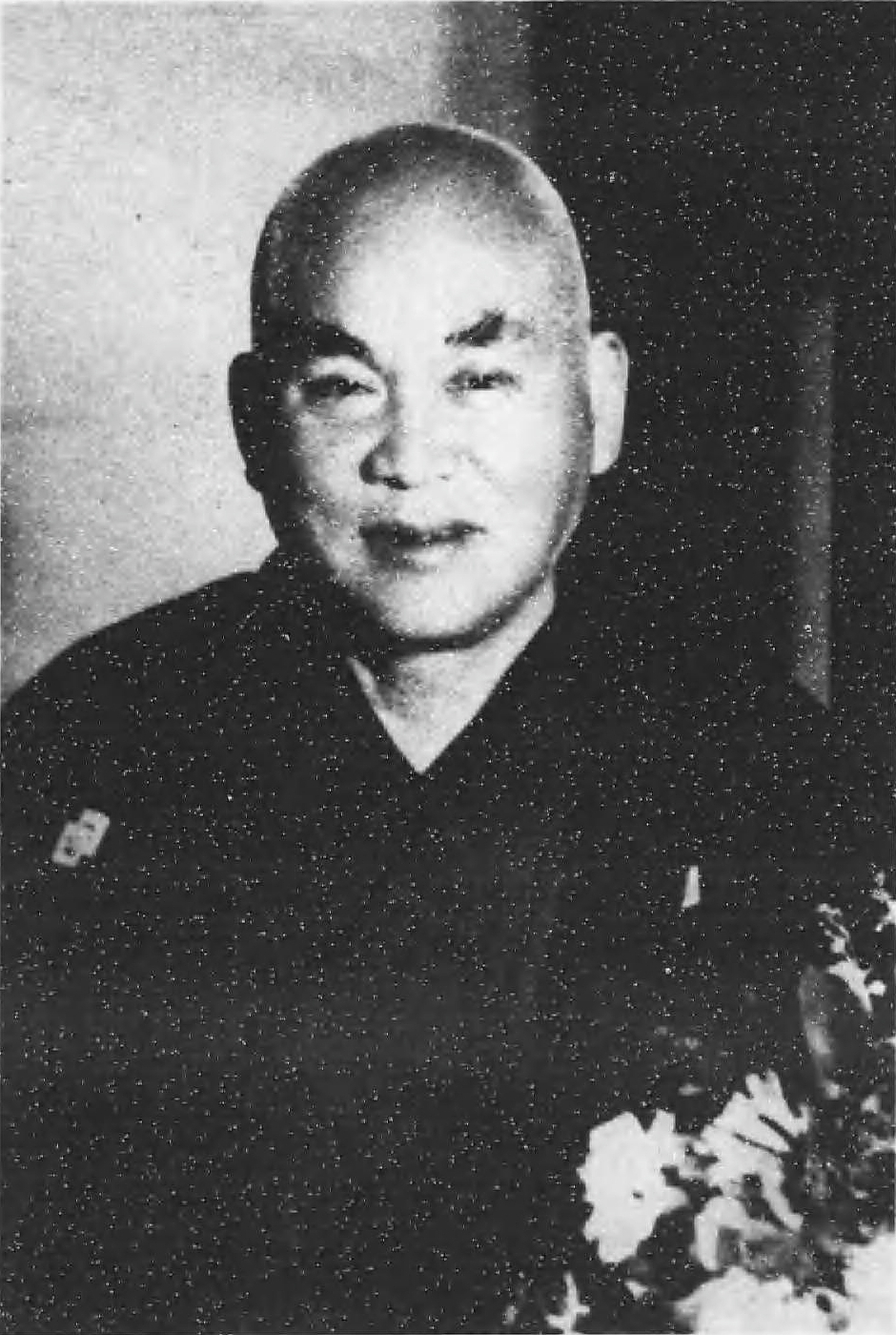
麻生太吉

九州電気軌道が1935年（昭和10年）に出版した社史『躍進九軌の回顧』によると、経営陣が交代した直後の1930年10月11日夜、取締役となったばかりの麻生太吉は福岡県知事松本学から至急電報で呼び出され、翌12日朝に大阪へ出向くと、松本知事から前社長松本枩蔵による長年にわたる社名手形の不正発行を打ち明けられた。そして大阪空堀の自邸に戻っていた枩蔵に面会し、本人からも事件を告白されたという。九州電気軌道不正手形事件の発覚である。
会社の調査の結果、枩蔵が過去10年間にわたって社印・社長印を不正に持ち出して関西を中心に振り出していた社名手形は合計2,250万円に及んでおり、支払期日は早いもので10月16日に迫っていることが判明したという。枩蔵はこれら期限が迫る不正手形の償還を、株式譲渡で得た九州水力電気社債の売却益をもって秘密裏に行う予定であったが、世界恐慌による社債価格の暴落でその計画が破綻したために松本知事に事態を告白したとされる。枩蔵が持つ九州水力電気・九州電気軌道両社債やその他の株式、預金、大阪・神戸などの地所、書画・骨董品、生命保険といった私財（会社がつけた資産評価額は3,757万円）は九州電気軌道へ引き渡され、社債・株式を担保として枩蔵が借り入れていた個人債務約1,900万円も会社によって不正手形とともに返済された。
枩蔵が不正手形の発行に手を染めたのは、書画・骨董品の蒐集、社交界での浪費、義兄松方幸次郎の金融支援などに充てる資金を得るためであり、また会社の資金調達を円滑にするための株価の高値維持操作（株式の積極的な買収）が目的であったと指摘されている。不正手形の回収が完了した1931年（昭和6年）6月、九州電気軌道は不正手形事件を一般に公表。さらに不正手形発行以外にも枩蔵ら旧経営陣が長年にわたり業績を水増しし、その上負債への利払いに回すべき資金を配当に充てるといういわゆるタコ配当を続けていたとも発表した。
1931年7月10日、株主の一人が横領罪・背任罪で枩蔵を福岡地方裁判所小倉支部検事局へ告訴した。翌1932年（昭和7年）夏、枩蔵は脳溢血で倒れ半身不随となり東京の病院へ入院する。こうした病状と、枩蔵が会社の事後処理に協力していたのを鑑み、検事局は1933年（昭和8年）5月22日、枩蔵を起訴猶予処分とした。

### 雙軒庵売立

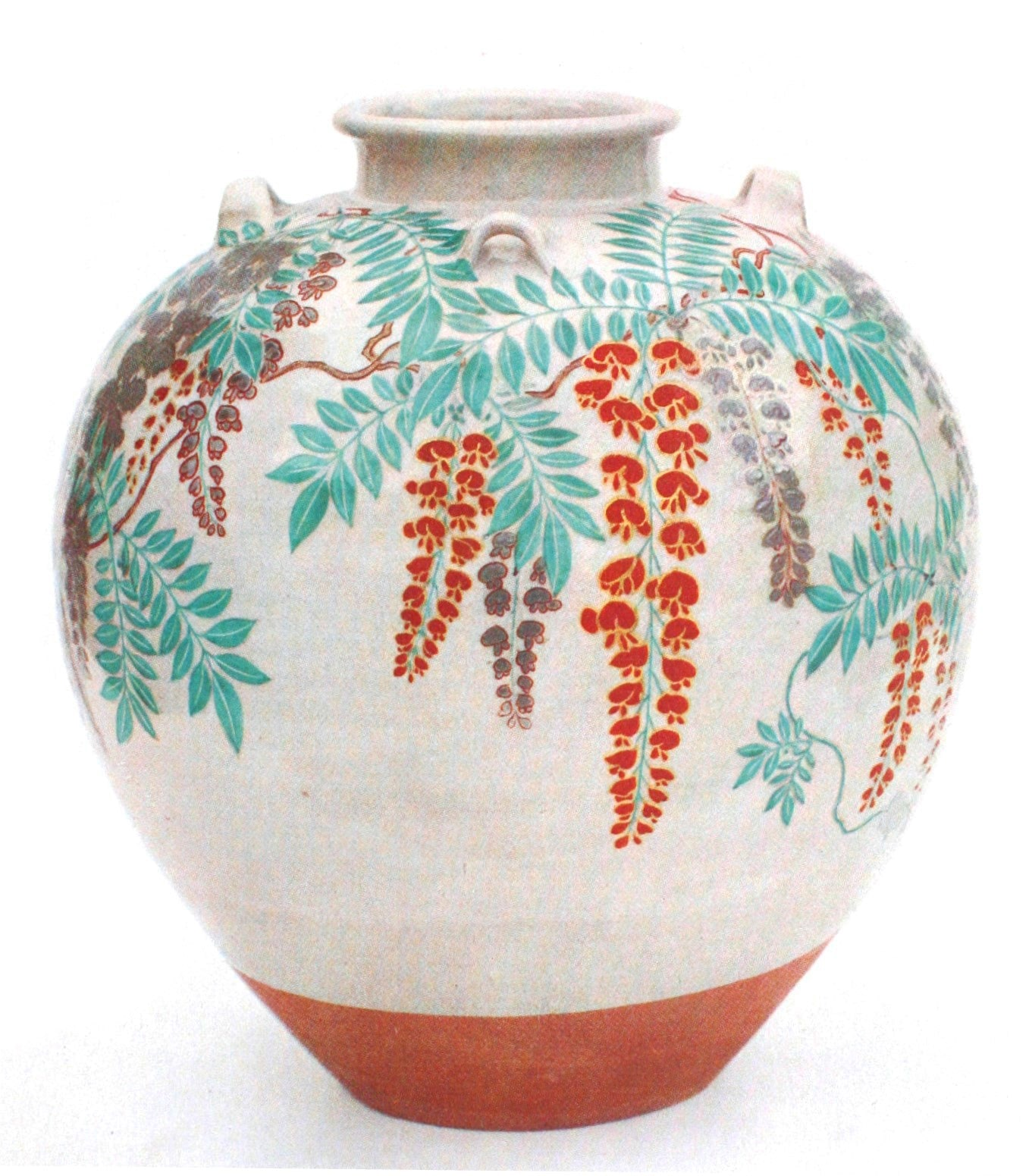
所有した美術品のひとつ、国宝の仁清色絵藤花文様壺

九州電気軌道が枩蔵から収受した書画・骨董品は景気の回復を待って売立会（入札会）にかけられ、まず1933年6月26日に270品を出品して大阪美術倶楽部にて第1回売立会（270点）が開催された。このときの出品物（軸装書画146、 画冊・巻物・扇子類22、額装書画10、屏風・衝立8、陶磁器など工芸品84）の目録は枩蔵の雅号から「雙軒庵美術集成図録」と題され、名品ぞろいであったことから美術書としても有名になった。とくに田能村竹田、頼山陽を多く集めたことで知られ、仁清色絵藤花文様壺（現・熱海MOA美術館所蔵）や芸阿弥の「瀧山水」（現・根津美術館所蔵）など、国宝・重文級も含まれ話題となった。売立会は盛況で、第1回売立の売上総額は267万円余りに及んだ。
続いて大雅・蕪村の「十便十宜帖」、田能村竹田の「船窓小戯帖」など300点余りの書画・骨董品を東京に持ち込み、同年10月11日に第2回売立会を東京美術倶楽部で開催した。この売立も盛況で、売上総額は186万円余りとなった。翌1934年（昭和9年）1月22日に最後の大規模な売立会が同じく東京で開催され、200点を出品、雑品販売とあわせて43万円余りの売り上げとなった。在庫の書画・雑品は会社のある小倉市内で売立会を開いて処分した。こうして九州電気軌道が処分した枩蔵私財の売上総額は501万8,336円に達し、その売却益は会社再建の一助とされた。
晩年の枩蔵は兵庫県西宮市近郊に居を構えており、そこで1936年（昭和11年）2月20日に死去した。満65歳没。長男の重治によると、自身が相続した枩蔵の遺産は12円50銭だけであったという。